# Slavec
Slavec est un village de Slovaquie situé dans la région de Košice.

## Histoire
La première mention écrite du village remonte à 1320.
La localité fut annexée par la Hongrie après le premier arbitrage de Vienne le 2 novembre 1938. En 1938, on comptait 537 habitants. Elle faisait partie du district de Rožňava (hongrois : Rozsnyói járás). Le nom de la localité avant la Seconde Guerre mondiale était Salovec/Szalóc. Durant la période 1938 - 1945, le nom hongrois Szalóc était d'usage. À la libération, la commune a été réintégrée dans la Tchécoslovaquie reconstituée.
Le hameau de Vidová était une commune autonome en 1938. Il comptait 228 habitants en 1938 Elle faisait partie du district de Rožňava (hongrois : Rozsnyói járás). Le nom de la localité avant la Seconde Guerre mondiale était Vidová/Vidtelke. Durant la période 1938 -1945, le nom hongrois Vígtelke était d'usage.

## Démographie

### Évolution de la population
| Année:               | 1994. | 2004.   | 2014.   | 2024.   |
| -------------------- | ----- | ------- | ------- | ------- |
| Nombre de personnes: | 491   | 471     | 460     | 467     |
| Différence:          |       | -4,07 % | -2,33 % | +1,52 % |

| Année:               | 2023. | 2024.   |
| -------------------- | ----- | ------- |
| Nombre de personnes: | 459   | 467     |
| Différence:          |       | +1,74 % |

## Patrimoine
Dans le hameau de Gombasek, on peut admirer une grotte classée patrimoine mondial par l'UNESCO.